# Norbert Lebert
Norbert Lebert (* 1929; † 1993) war ein deutscher Journalist und Autor. 

## Leben
Norbert Leberts bekanntestes Werk ist eine 1959 erschienene Artikelserie, in der er seine Begegnungen mit den Kindern prominenter Nationalsozialisten beschrieb, darunter Wolf Rüdiger Heß, Martin Bormann junior, Edda Göring, Gudrun Burwitz und Niklas Frank. 40 Jahre später nahm sein Sohn Stephan Kontakt zu den Interviewten auf und führte erneut Gespräche mit ihnen, sofern sie noch lebten und zu einem Gespräch bereit waren. Die Artikel seines Vaters und seine eigenen Betrachtungen veröffentlichte er in dem Buch Denn Du trägst meinen Namen. Das schwere Erbe der prominenten Nazi-Kinder. Darüber hinaus schrieb Norbert Lebert Sachbücher und Belletristik.
Norbert Lebert ist der Vater von Stephan und Andreas Lebert und der Großvater von Benjamin Lebert.

## Werke
- 2000 mit Stephan Lebert Denn Du trägst meinen Namen.
- 1993 Kulinarische Rätsel
- 1972 Alte Sünder leben länger
- 1969 Psychopotenz
- 1969 Krankheit ist kein Zufall
- 1969 Eine Frau war an Bord
- 1966 Die Spur führt in den Teufelsbach (Kinderbuch)
- 1959 Bordarzt Steffens II
- 1958 Sterben war ihr täglich Brot

## Weblink
- Literatur von und über Norbert Lebert im Katalog der Deutschen Nationalbibliothek

| Personendaten    | Personendaten                  |
| ---------------- | ------------------------------ |
| NAME             | Lebert, Norbert                |
| KURZBESCHREIBUNG | deutscher Journalist und Autor |
| GEBURTSDATUM     | 1929                           |
| STERBEDATUM      | 1993                           |